# Tok Tok Tok
Tok Tok Tok (auch tok tok tok geschrieben) war eine Acoustic-Soul-Band aus Deutschland. Die Sängerin Tokunbo Akinro (Texte) und der Saxophonist und Schlagzeuger Morten Klein (Komposition und Arrangement) waren die Köpfe der Band, welche mit alternierenden Mitmusikern zusammenarbeitete. Tok Tok Tok ist nicht zu verwechseln mit der Berliner Band Toktok.

## Geschichte
Tokunbo Akinro ist die Tochter einer Deutschen und eines Nigerianers. Ihre frühe Kindheit verbrachte sie in Nigeria. Im Alter von zehn Jahren kehrte sie nach Deutschland zurück.
Morten Klein ist Sohn einer Dänin, sein Vater ist Berliner. Dänisch war seine erste Sprache.
Tok Tok Tok begann 1998 als Trio (Gesang, Tenorsaxophon, Kontrabass) mit Frank Fiedler (später auch Olaf Casimir) am Kontrabass. 1999 wurde bereits punktuell das Fender Rhodes integriert; es wurde schon bald, neben dem Mouth Drumming (Acoustic Beat Box) Morten Kleins, zu einem Markenzeichen. Zunächst nur im norddeutschen Raum bekannt, erweitert Tok Tok Tok ihre Konzerttätigkeit 2000 auf ganz Deutschland. Mit Veröffentlichung des Albums About ist die Band weltweit von Paris, Madrid, Kiew, Warschau, Mailand, Sofia, Wien, Bratislava über Tallinn, Den Haag, Tel Aviv bis São Paulo in Brasilien ein gefragter Festivalgast.
Weil das Mouth Drumming mit der Zeit einen immer größeren Raum einnahm, entschied Morten Klein im Jahre 2006, ein echtes Schlagzeug zu integrieren. So konnte er sich wieder auf das Tenorsaxophon konzentrieren. Nach sechs Alben ohne Schlagzeug erschien 2006 mit From Soul to Soul die erste CD mit Matthias Meusel am Schlagzeug.
Alle Alben bis 2006 nahm der Isländer Hrólfur Vagnsson auf. Seit Reach Out… and Sway Your Booty (live 2007) arbeitet Tok Tok Tok mit Oliver Noack und Frank Schmidt zusammen – so auch bei ihrer Veröffentlichung zum 10-jährigen Jubiläum von Tok Tok Tok She and He (2008, Universal Music).
Tok Tok Tok hat in 15 Jahren zwölf Studioalben, zwei Livealben, eine Live-DVD und ein Best-Of-Album herausgebracht. Auf ihrer Veröffentlichung von 2010, Revolution 69, haben Tokunbo Akinro und Morten Klein mit ihren Mitmusikern zum 50-jährigen Bestehen der Beatles ihre eigenen Beatlesbearbeitungen gebannt. Mit Was heißt das denn? erschien im November 2011 ihr einziges deutschsprachiges Album. Morten Klein tritt hier zum ersten Mal als Textdichter für seine Kompositionen in Erscheinung. Tokunbo Akinro vertonte wiederum ihre Texte selbst.
Mit der im deutschsprachigen Raum besseren Verständlichkeit geht eine deutliche Bewegung zu kritisch-politischer Auseinandersetzung einher. Im September 2012 veröffentlichte Tok Tok Tok zum Abschied einen Livemitschnitt ihres einmaligen Gershwinkonzertes mit dem NDR Pops Orchestra von 2007 mit Soularrangements von Morten Klein und Hollywoodklängen von Enrique Ugarte.
Bevor sich Tok Tok Tok im März 2013 auflöste, verabschiedeten sich die Musiker mit einer Goodbye Tour. Ihr letztes Konzert fand am 17. März 2013 in Neumünster nahe der dänischen Grenze statt.
Zu ihren größten Hits zählen You Drive Me Crazy, Don't Go Away, It Took So Long, Oh Lord, Our Little Song, Schokolade und Die Sachenversucherin.

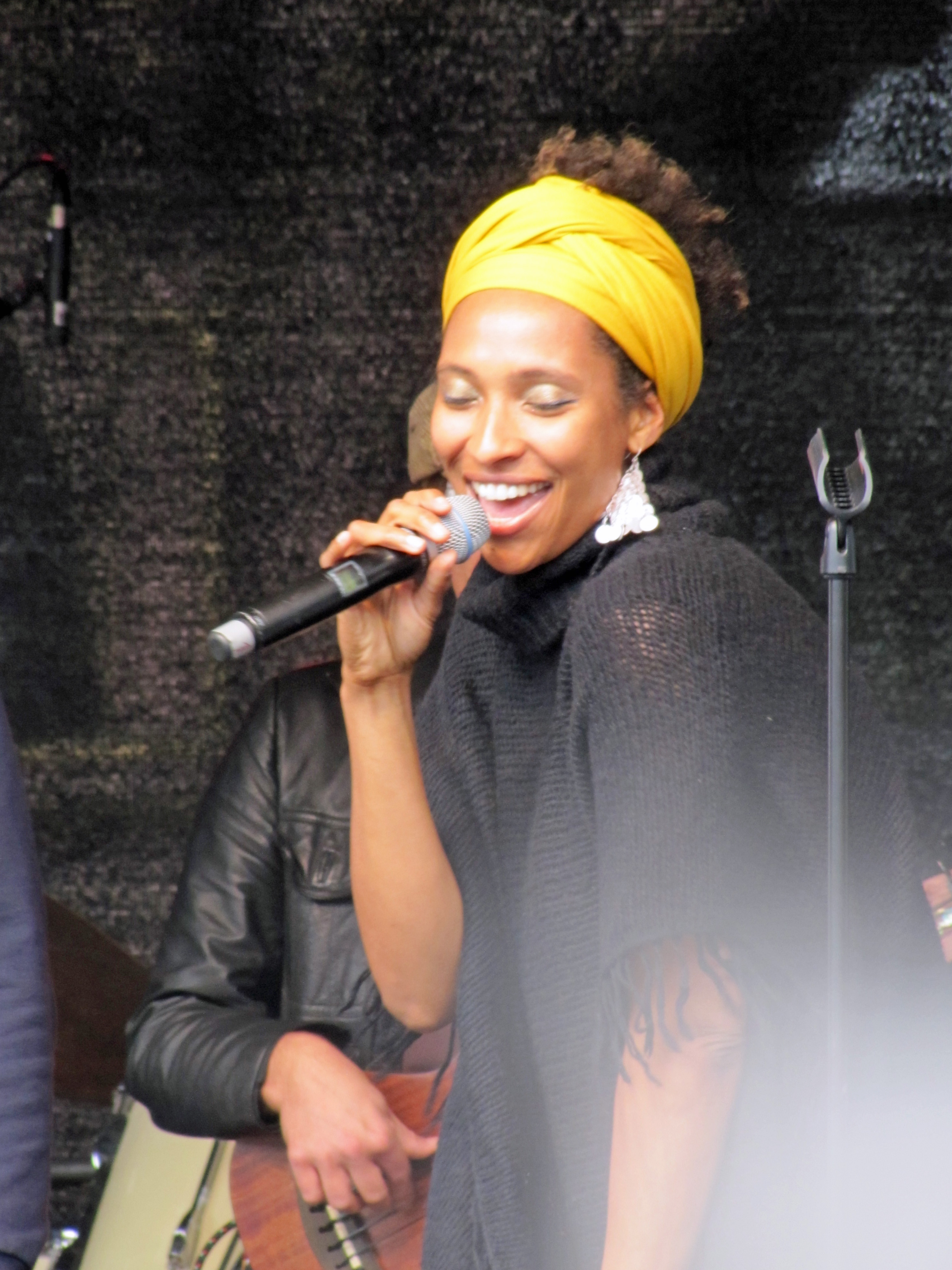
Tokunbo Akinro

## Auszeichnungen
- Französischer Grand Prix SACEM (Komposition und Gesang) für About (2005)
- DVD Live in Bratislava (2005) nominiert für Preis der Deutschen Schallplattenkritik
- Spain Reach Out and Sway Your Booty (2007) nominiert für bestes Live-Album 2007

## Diskografie
- 1998: This Can’t Be Love (Einstein Music) CD
- 1999: 50 Ways to Leave Your Lover (BHM 3002-2) CD (DE: Gold (German Jazz Award))[1]
- 2000: Love Again (BHM 3001-2) CD
- 2002: Ruby Soul (BHM 3003-2) CD
- 2003: It Took So Long (BHM 3004-2) CD (DE: Gold (German Jazz Award))
- 2005: About… (BHM 3005-2) CD/LP
- 2005: Live in Bratislava (BHM DVD 02) DVD – nominiert für den Preis der Deutschen Schallplattenkritik
- 2005: I Wish (BHM 3006-2) CD/LP (Kompilation mit Liedern aus 50 Ways to Leave Your Lover und Love Again)
- 2006: From Soul to Soul (BHM 3007-2) CD/LP
- 2007: Reach Out… And Sway Your Booty live (BHM 3008-2) Doppel-CD
- 2008: She and He (UNIVERSAL MUSIC 1780689) CD
- 2010: Revolution 69 (BHM 3012-2) CD/LP
- 2011: Live & Intimate (BHM 3013-2) CD
- 2011: Was heißt das denn? (BHM 3014-2) CD/LP
- 2012: Gershwin with Strings (BHM 3015-2) CD